# Novosjachtinsk

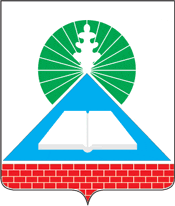
Stadens vapen.

Novosjachtinsk (ryska Новоша́хтинск) är en stad i Rostov oblast i Ryssland. Folkmängden uppgår till cirka 110 000 invånare.

## Administrativt område
Staden administrerade tidigare tre orter som låg utanför centralorten. Dessa är sedan 2004 sammanslagna med centrala Novosjachtinsk.
| Stad/Ort                 | Invånarantal 9 oktober 2002 | Invånarantal 14 oktober 2010 | Invånarantal 1 januari 2015 |
| ------------------------ | --------------------------- | ---------------------------- | --------------------------- |
| Novosjachtinsk           | 101 131                     | 111 075                      | 109 139                     |
| Krasnyj                  | 1 672                       | Ingen uppgift                | Ingen uppgift               |
| Sambek                   | 5 286                       | Ingen uppgift                | Ingen uppgift               |
| Sokolovo-Kundrjutjenskij | 9 600                       | Ingen uppgift                | Ingen uppgift               |
| TOTALT                   | 117 689                     | 111 075                      | 109 139                     |